# (74041) 1998 HC88
(74041) 1998 HC88 – planetoida z pasa głównego asteroid okrążająca Słońce w ciągu 4,12 lat w średniej odległości 2,57 j.a. Odkryta 21 kwietnia 1998 roku.